# 2015년 아시아 야구 선수권 대회
2015년 아시아 야구 선수권 대회는 27번째 아시아 야구 선수권 대회로 2015년 9월 16일부터 2015년 9월 20일까지 열리는 국제 야구 대회이다. 경성대학교 윤영환 감독이 이끄는 대한민국 야구 국가대표팀은 5전 전승으로 1999년 이후 16년 만에 아시아 야구 선수권 대회에서 우승했다.

## 참가국
2015년 아시아 야구 선수권 대회 - 예선
- 중화 타이베이- 개최국. 제26회 아시아 야구 선수권 대회 준우승
- 일본- 제26회 아시아 야구 선수권 대회 우승
- 대한민국[2]- 제26회 아시아 야구 선수권 대회 3위
- 중국- 제26회 아시아 야구 선수권 대회 4위
- 파키스탄- 제12회 아시안컵 야구 대회 (서부아시아 지역) 1위
- 인도네시아- 제11회 아시안컵 야구 대회 (동부아시아 지역) 2위[3]

## 경기 결과

### 경기 기록
※ 모든 시간은 대만 표준시간 NST (UTC+8)이다.
| 경기날짜  | 경기시간 | 홈팀          | 점수   | 원정팀         | 경기장               | 비고     |
| --------- | -------- | ------------- | ------ | -------------- | -------------------- | -------- |
| 9/16 (수) | 12:30    | 중국          | 0 : 12 | 일본           | 타이중 저우지 야구장 | 7회 콜드 |
| 9/16 (수) | 12:30    | 인도네시아    | 1 : 7  | 파키스탄       | 타이중 야구장        |          |
| 9/16 (수) | 18:30    | 중화 타이베이 | 2 : 8  | 대한민국       | 타이중 저우지 야구장 |          |
| 9/17 (목) | 12:30    | 대한민국      | 12 : 2 | 중화인민공화국 | 타이중 저우지 야구장 | 7회 콜드 |
| 9/17 (목) | 12:30    | 일본          | 15 : 0 | 파키스탄       | 타이중 야구장        | 6회 콜드 |
| 9/17 (목) | 18:30    | 인도네시아    | 0 : 21 | 중화 타이베이  | 타이중 저우지 야구장 | 5회 콜드 |
| 9/18 (금) | 12:30    | 파키스탄      | 0 : 11 | 대한민국       | 타이중 저우지 야구장 | 8회 콜드 |
| 9/18 (금) | 12:30    | 일본          | 15 : 0 | 인도네시아     | 타이중 야구장        | 5회 콜드 |
| 9/18 (금) | 18:30    | 중화 타이베이 | 7 : 0  | 중화인민공화국 | 타이중 저우지 야구장 |          |
| 9/19 (토) | 12:30    | 파키스탄      | 0 : 14 | 중화 타이베이  | 타이중 저우지 야구장 | 7회 콜드 |
| 9/19 (토) | 12:30    | 중국          | 13 : 2 | 인도네시아     | 타이중 야구장        | 7회 콜드 |
| 9/19 (토) | 18:30    | 대한민국      | 2 : 1  | 일본           | 타이중 저우지 야구장 |          |
| 9/20 (일) | 12:30    | 인도네시아    | 0 : 15 | 대한민국       | 타이중 저우지 야구장 | 6회 콜드 |
| 9/20 (일) | 12:30    | 파키스탄      | 0 : 5  | 중화인민공화국 | 타이중 야구장        |          |
| 9/20 (일) | 18:30    | 중화 타이베이 | 3 : 1  | 일본           | 타이중 저우지 야구장 |          |

### 최종순위
| 순위 | 국가           | 승 | 패 |
| ---- | -------------- | -- | -- |
| 금   | 대한민국       | 5  | 0  |
| 은   | 중화 타이베이  | 4  | 1  |
| 동   | 일본           | 3  | 2  |
| 4    | 중화인민공화국 | 2  | 3  |
| 5    | 파키스탄       | 1  | 4  |
| 6    | 인도네시아     | 0  | 5  |

| 2015년 아시아 야구 선수권 대회 |
| ------------------------------ |
| 대한민국 8번째 우승            |